# چهارراه دیران
چهارراه دِیران (به لاتین: Chorroha-Deyron) یک منطقهٔ مسکونی در تاجیکستان است که در ولایت سغد واقع شده است.